# Wüstenbirkach
Wüstenbirkach ist ein Gemeindeteil des Marktes Maroldsweisach im unterfränkischen Landkreis Haßberge in Bayern.

## Geographie
Die Einöde liegt im nordöstlichen Teil des Landkreises Haßberge innerhalb des Naturparks Haßberge am Nordhang des Schlüsselrangens oberhalb vom Weisachgrund. Ein Wirtschaftsweg verbindet Wüstenbirkach mit einer Gemeindestraße, die Richtung Westen nach Marbach und Richtung Osten nach Todtenweisach führt. 

## Geschichte
Die erste Nennung war 1232 in der Teilungsurkunde des Würzburger Bischofs Hermann, in der Ebern von der Pfarrei Pfarrweisach getrennt wurde und unter anderem „wisenbirke“ bei der Mutterkirche verblieb.
Im Jahr 1456 erhielt Jörg von Stein von den Bauern den Zehnt zu „Wustenbirckach“. Bis zum Beginn des 17. Jahrhunderts gehörte der Weiler mit einem Hof und zwei Söldengütlein zur Altsteinischen Vogtei Breitenbach. Im Jahr 1619 verkauften die Herren von Stein das Breitenbacher Ämtlein und mit ihm auch Wüstenbirkach an den Würzburger Bischof Gottfried um Schulden zu tilgen.
1756 erwarb das Würzburger Juliusspital Wüstenbirkach für 8900 Gulden und 12 Dukaten. 1818 wohnten auf dem Gut drei Familien mit 17 Personen. Wüstenbirkach wurde der 1818 gebildeten Ruralgemeinde Gückelhirn zugeordnet, die 1862 in das neu geschaffene bayerische Bezirksamt Ebern eingegliedert wurde. 1860 erwarb Julius von Rotenhan vom Juliusspital den Gutshof, der 150 bayerische Tagwerk umfasste. 1871 hatte die Siedlung 8 Einwohner und sechs Gebäude. Sie gehörte zum Sprengel der evangelisch-lutherischen Pfarrei im 5,0 Kilometer entfernten Altenstein. Die evangelische Schule stand im 1,5 Kilometer entfernten Todtenweisach.
Im Jahr 1900 zählte die Einöde 6 Einwohner in zwei Wohngebäuden und 25 Jahre später lebten dort 6 Personen in einem Wohngebäude. In Maroldsweisach befand sich inzwischen die zuständige evangelisch-lutherische Pfarrei. Im Jahr 1926 kaufte Wilhelm Schneider aus Bamberg das abgelegene Hofgut. Die Felder veräußerte er an die Bauern der Umgebung und das Gehöft ließ er zur Nutzung als Gästehaus sanieren. Im Jahr 1950 hatte der Weiler 23 Einwohner, die in drei Gebäuden wohnten. Elf Jahre später wurden noch ein Wohngebäude und 18 Einwohner verzeichnet. Im Jahr 1970 hatte der Ort 6 Einwohner und 1987 noch 5 Einwohner und zwei Wohngebäude.
Am 1. Juli 1972 wurde der Landkreis Ebern aufgelöst und Wüstenbirkach kam mit Gückelhirn zum Haßberg-Kreis. Am 1. Juli 1975 folgte die Eingliederung als Gemeindeteil nach Maroldsweisach.
Nach 1945 gingen die Gebäude an einen Fürther über, dem folgten mehrere Familien, die ein alternatives Leben suchten. 1982 richtete die argentinische Malerin Elena Gatti auf Wüstenbirkach ihr Atelier ein. Seit 1986 ist das Hofgut mit fünf Hektar Grund und drei Wohnhäusern Eigentum der Sappho Frauenwohnstiftung.